# Tanysiptera
Tanysiptera – rodzaj ptaków z podrodziny łowców (Halcyoninae) w obrębie rodziny zimorodkowatych (Alcedinidae).

## Zasięg występowania
Rodzaj obejmuje gatunki występujące w Australazji.

## Morfologia
Długość ciała 28–48 cm (włącznie z silnie wydłużonymi środkowymi sterówkami); masa ciała 37–78 g.

## Systematyka
Rodzaj zdefiniował w 1825 roku irlandzki zoolog Nicholas Aylward Vigors w artykule poświęconym systematyce ptaków opublikowanym w czasopiśmie „Transactions of the Linnean Society of London”. Gatunkiem typowym jest (oznaczenie monotypowe) sterowik duży (T. galatea).

### Etymologia
- Tanysiptera: gr. τανυσιπτερος tanusipteros ‘długopióry’, od τανυ- tanu- ‘długi’, od τεινω teinō ‘rozciągać’; -πτερος -pteros ‘-pióry’, od πτερον pteron ‘pióro’[5].
- Uralcyon: gr. ουρα oura ‘ogon’; rodzaj Halcyon Swainson, 1821 (łowiec)[6]. Gatunek typowy (oznaczenie monotypowe): Tanysiptera sylvia Gould, 1850.
- Edquista: Alfred George Edquist (1873–1966), australijski pedagog, kolekcjoner[7]. Gatunek typowy (oznaczenie monotypowe): Tanysiptera carolinae Schlegel, 1871.

### Podział systematyczny
Do rodzaju należą następujące gatunki:
- Tanysiptera nigriceps P.L. Sclater, 1877 – sterowik czarnogłowy
- Tanysiptera sylvia Gould, 1850 – sterowik białogrzbiety
- Tanysiptera nympha G.R. Gray, 1840 – sterowik czerwonobrzuchy
- Tanysiptera danae Sharpe, 1880 – sterowik brązowy
- Tanysiptera hydrocharis G.R. Gray, 1858 – sterowik białobrzuchy
- Tanysiptera ellioti Sharpe, 1870 – sterowik wstęgosterny
- Tanysiptera riedelii J. Verreaux, 1866 – sterowik łuskowany
- Tanysiptera carolinae Schlegel, 1871 – sterowik niebieskobrzuchy
- Tanysiptera galatea G.R. Gray, 1859 – sterowik duży